# Mauro Giuliani
Mauro Giuliani (Bisceglie, 27 de juliol del 1781 – Nàpols, 8 de maig del 1829) fou un compositor i guitarrista italià.
Giuliani va compondre 150 obres per a guitarra, destacant els concerts per a guitarra i orquestra, opus 30, 36 i 70; les Rossinianes, opus 119-124, i diverses sonates per a violí i guitarra.